# Selouane
Selouane (spanisch Zeluán, arabisch سلوان, Tarifit ⵙⵍⵡⴰⵏ) ist eine Stadt mit etwa 30.000 Einwohnern in der Provinz Nador in der Region Oriental, Marokko. Die Stadt ist ein wichtiger Verkehrsknotenpunkt in der Umgebung von Nador.

## Lage und Klima
Selouane liegt im Hinterland der Bucht von Nador in der Nähe des Mittelmeers in einer Höhe von ca. 30 m. Die Stadt Nador befindet sich etwa 12 km nördlich; der Flughafen Nador bei der Stadt Al Aâroui ist nur etwa 16 km in südwestlicher Richtung entfernt. Das Klima wird in hohem Maße vom Mittelmeer beeinflusst; Regen (ca. 300 mm/Jahr) fällt nahezu ausschließlich im Winterhalbjahr.

## Bevölkerung
| Jahr      | 1994  | 2004  | 2014   | 2024   |
| Einwohner | k. A. | 9.211 | 21.570 | 29.628 |

Die überwiegende Zahl der Einwohner sind Berber; gesprochen werden Tarifit und Marokkanisches Arabisch. Die deutliche Bevölkerungsanstieg in den letzten Jahrzehnten ist in erster Linie auf die Zuwanderung von Menschen aus den Bergregionen des Rifgebirges zurückzuführen.

## Wirtschaft
Selouane ist ein wichtiges Handels-, Markt- und Verkehrszentrum für die Menschen in der Umgebung.

## Geschichte
Der marokkanische Sultan Moulay Ismail (reg. 1672–1727) ließ während seiner Herrschaft eine Festung (kasbah) erbauen. Der Ort war von 1912 bis 1956 Bestandteil des spanischen Protektorats über den Norden Marokkos.

## Sehenswürdigkeiten
Die Ruinen der alten Stampflehmfestung (kasbah) liegen südlich des Ortszenzentrums.